# جنود (المخادر)

تعديل مصدري - تعديل

جنود هي إحدى قرى عزلة الشرف بمديرية المخادر التابعة لمحافظة إب، بلغ تعداد سكانها 229 نسمة حسب تعداد اليمن لعام 2004.